# اضطهاد المصابين بالتوحد

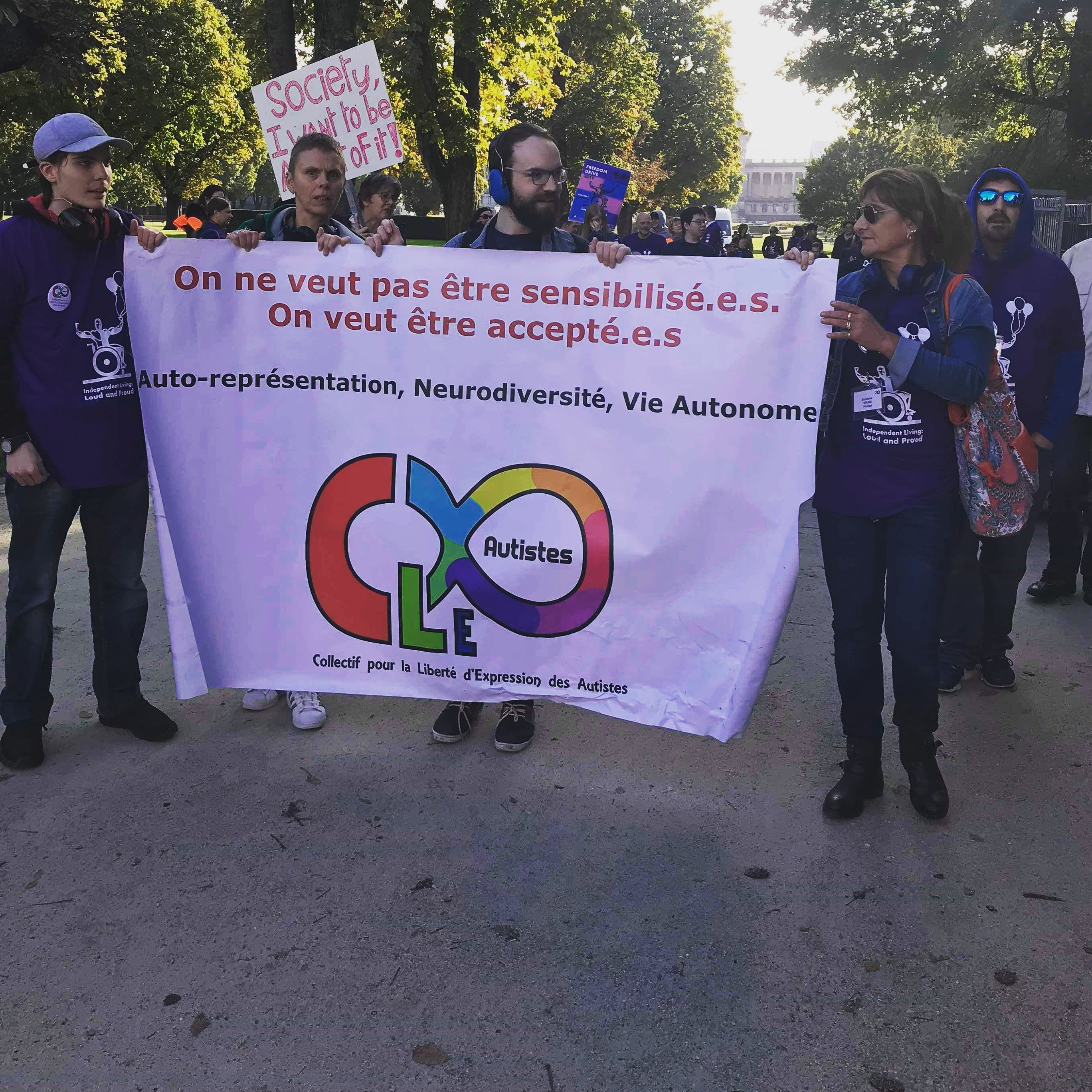

اضطهاد المصابين بالتوحد هو تعرّض الأشخاص المصابين بالتوحد للتمييز والاضّطهاد. بالإضافة إلى تعرّضهم للعديد من أنواع المضايقات الجسدية والنفسية والجنسية؛ وغيرها من أنواع التنمر في المنزل والمدرسة والشارع.

## الانتشار
أفاد بحث منشور في عام 2013 عن نتائج مسح تمّ إجراؤه لعيّنة محليّة من الآباء الأمريكيين الذين لديهم أطفال مصابين بأمراض اضطرابات طيف التوحّد (ASD)، والتي أجراها معهد كينيدي كريجر. وجدت الدراسة أن 38% من الأطفال الذين يعانون من اضطراب طيف التوحّد يعانون من التنمّر خلال فترة شهر واحد، و28% منهم يتعرّضون للمضايقات بشكل أكثر من قبل المتنمّرين والأطفال العنيفين. تعرّض 69% من الأطفال المصابين بالتوحّد لصدمات عاطفيّة، و14% منهم يخافون على سلامتهم، و8% منهم يعانون من الإصابات الجسديّة.
في عام 2011، تم منح حق اللجوء السياسي في الولايات المتّحدة الأمريكيّة على أساس السلوك المتعلّق بالتوحّد، حيث تم منح ذلك الحق إلى طفل من باكستان عمره 10 سنوات ومصاب بالتوحّد؛ شمل سلوك الطفل القسوة والعنف وإيذاء الذات، وكان يعيش تحت خطر التعرّض للتعذيب والاضطهاد في حال عودته إلى بلده الأصلي. وكتبت والدة هذا الطفل في طلب اللجوء الخاص بها أن غالبيّة الباكستانيين نظروا إلى حالة الصبي على أنها «لعنة من الله»، وأن الصبي أجبر على الخضوع إلى العديد من أنواع «العلاجات» الخطيرة والمهينة ومثل شرب المياه القذرة للغربان.
في الولايات المتحدة الأمريكية، يعاني الأشخاص ذوي الإعاقات المختلفة من العديد من الجرائم، ليصبحوا ضحايا لجرائم العنف بنسبة أكبر بثلاث مرات من الأشخاص السويّين. لا تقدّم إحصائيّات مكتب العدل تقارير منفصلة عن ضحايا التوّحد، لكنها تلاحظ بشكل عام أن معدّل الأذيات مرتفع بشكل خاص بين أولئك الذين يعانون من إعاقات معيّنة أو اضطرابات معيّنة مثل الإصابة بطيف من أطياف التوحد. ووجدت دراسة أجريت على عيّنة صغيرة من الأمريكيين والكنديين أن البالغين المصابين بالتوحّد يواجهون خطراً أكبراً للإيذاء الجنسي من أقرانهم الأسوياء. حيث كان احتمال تعرّضهم واعترافهم بهذا النوع من الأذيّات أكبر بمرتين من أقرانهم، وإبلاغهم عن التعرض بهذه الأذيات والمضايقات الجنسية أكثر بثلاث مرات من بقية الأشخاص.